# Friedrich-Adolf Jahn

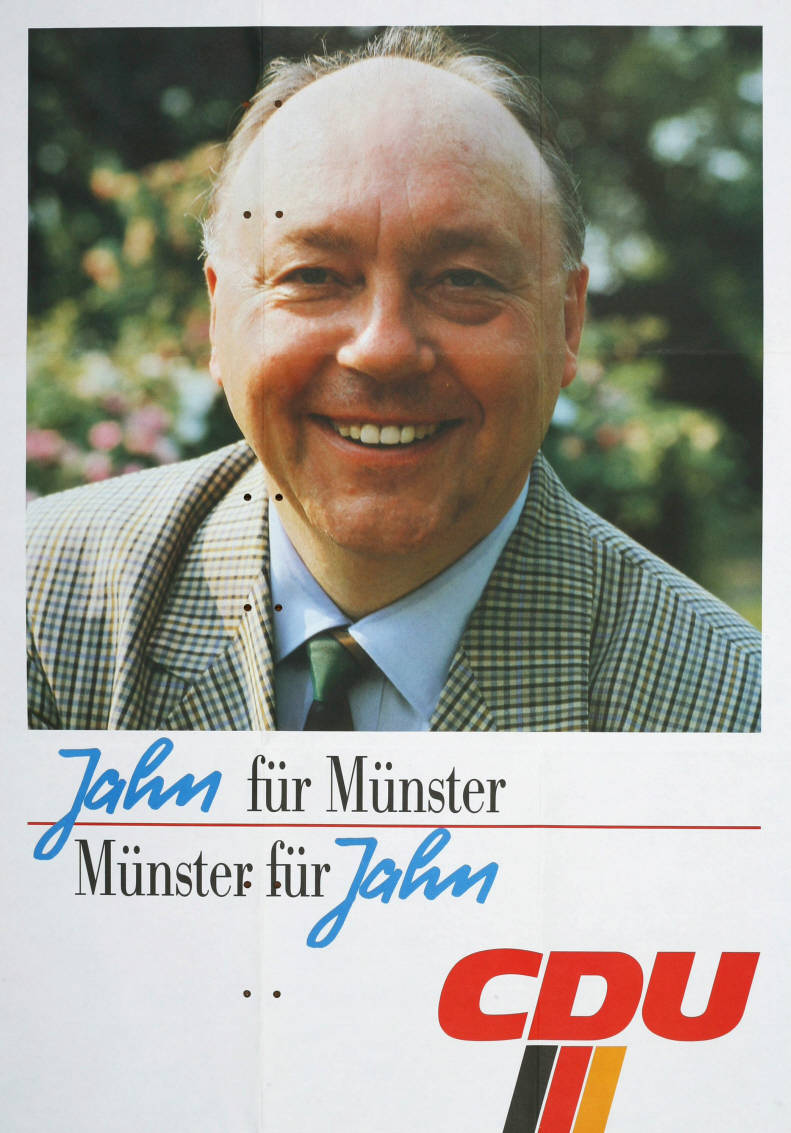
Kandidatenplakat Friedrich-Adolf Jahns zur Bundestagswahl 1990

Friedrich-Adolf Jahn (* 7. Mai 1935 in Münster; † 15. Juni 2016 ebenda) war ein deutscher Politiker (CDU). Er war von 1972 bis 1994 Mitglied des Deutschen Bundestages. Von 1982 bis 1987 war er Parlamentarischer Staatssekretär beim Bundesminister für Raumordnung, Bauwesen und Städtebau und von 1987 bis 1991 Parlamentarischer Staatssekretär beim Bundesminister der Justiz.

## Ausbildung und Beruf
Nach dem Abitur 1955 in Münster absolvierte Jahn ein Studium der Rechts- und Staatswissenschaften in Münster und Freiburg im Breisgau, welches er 1959 mit dem ersten und 1963 mit dem zweiten juristischen Staatsexamen beendete. 1961 erfolgte seine Promotion zum Dr. jur. an der Universität Münster mit der Arbeit Rechtsanspruch bei Verletzung der Verkehrssicherungspflicht auf öffentlichen Straßen. 
Anschließend war Jahn als wissenschaftlicher Mitarbeiter an der Universität Münster tätig und trat 1965 als Regierungsassessor in den Dienst des Regierungspräsidenten von Münster ein. 1967 wechselte er als Referent zum Landkreistag Nordrhein-Westfalen, bis er 1969 Kreisdirektor des Kreises Münster wurde. Von 1969 bis 1981 hatte Jahn einen Lehrauftrag für Öffentliches Recht an der Universität Münster. 
Von 1991 bis 2002 stand er als hauptamtlicher Präsident an der Spitze des Zentralverbandes der Deutschen Haus-, Wohnungs- und Grundeigentümer.

## Privat

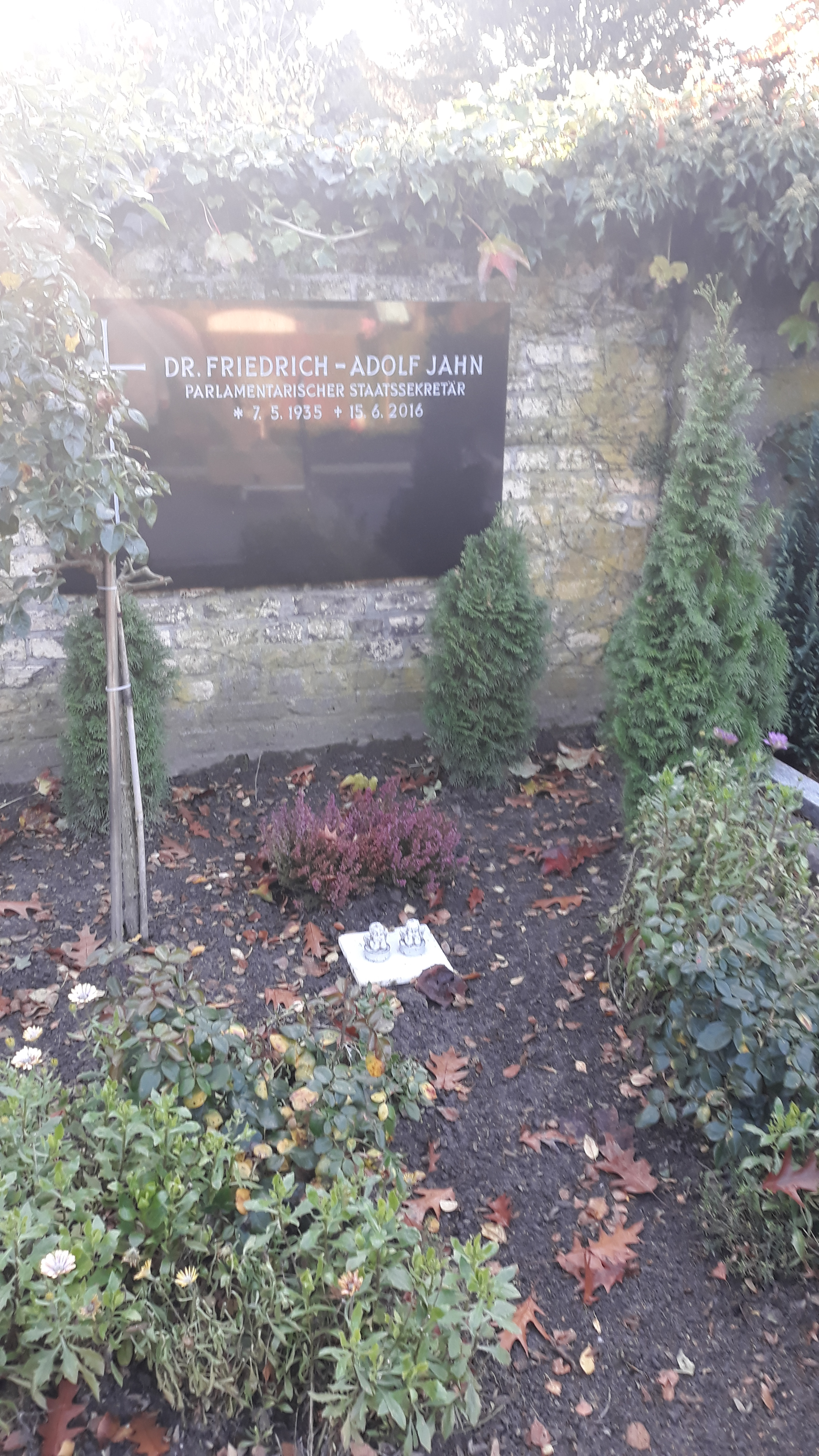
Das Grab von Friedrich-Adolf Jahn auf dem Zentralfriedhof Münster.

Friedrich-Adolf Jahn war verheiratet und hatte drei Kinder. Jahn war seit 1956 Mitglied der Katholischen Studentenvereine Germania zu Münster und Neuenfels zu Freiburg beide im KV und seit 1981 Ehrenmitglied der katholischen Studentenverbindung A.V. Alsatia Münster im CV.

## Partei
Jahn war seit 1971 Mitglied der CDU. Von 1974 bis 1985 war er Vorsitzender der CDU in Münster, zu deren Ehrenvorsitzenden er später ernannt wurde. Ab 1966 gehörte er als stellvertretender Landesvorsitzender dem Vorstand der Mittelstandsvereinigung der CDU Nordrhein-Westfalen an.

## Abgeordneter
Jahn war von 1972 bis 1994 Mitglied des Deutschen Bundestages, wo er stets als direkt gewählter Abgeordneter den Wahlkreises Münster vertrat. Dem Vorstand der CDU/CSU-Bundestagsfraktion gehörte er von 1980 bis zum 4. Oktober 1982 als Vorsitzender der Arbeitsgruppe Raumordnung, Bauwesen und Städtebau  sowie erneut ab dem 21. Februar 1992 als Vorsitzender der Arbeitsgruppe Verfassung  an.

## Öffentliche Ämter
Am 4. Oktober 1982 wurde Jahn als Parlamentarischer Staatssekretär beim Bundesminister für Raumordnung, Bauwesen und Städtebau berufen. Nach der Bundestagswahl 1987 wechselte er in gleicher Funktion zum Bundesminister der Justiz. Nach der Bundestagswahl 1990 schied Jahn aus diesem Amt aus.